# Antonín Randa (publicista)
Antonín Randa (* 1972) je český katolický publicista, od roku 2000 redaktor a v letech 2003 až 2015 šéfredaktor Katolického týdeníku.
Vystudoval teologii. Je spoluzakladatelem a předsedou sdružení Cesta 121, které od roku 2008 pomáhá stárnoucím kněžím a kněžím v nouzi.
Jeho články se objevují v Lidových novinách, bývá pravidelným hostem v pořadech Českého rozhlasu.

## Rodina
Má manželku Elišku, se kterou má dvě dcery - starší Alžbětu a mladší Kristýnu.[zdroj⁠?!]

### Spolupráce s Českou televizí
- Cesty víry 2006: http://www.ceskatelevize.cz/ivysilani/1185258379-cesty-viry/206562215500007-povolani/titulky/
- Sváteční slovo 2006: http://www.ceskatelevize.cz/ivysilani/880349-svatecni-slovo/206562216100016-svatecni-slovo-sefredaktora-antonina-randy/titulky/
- Sváteční slovo 2008: http://www.ceskatelevize.cz/ivysilani/880349-svatecni-slovo/208562216100012-svatecni-slovo-sefredaktora-antonina-randy/dalsi-casti/51/
- Sváteční slovo 2009: http://www.ceskatelevize.cz/ivysilani/880349-svatecni-slovo/209562216100006-svatecni-slovo-sefredaktora-katolickeho-tydeniku-antonina-randy/
- Sváteční slovo 2010: http://www.ceskatelevize.cz/ivysilani/880349-svatecni-slovo/210562216100004-svatecni-slovo-sefredaktora-antonina-randy/